# Ludwig Kayser von Gáad
Ludwig Kayser Edler von Gáad (* 13. Dezember 1862 in Busiasch, Kaisertum Österreich, heute Rumänien; † 5. Juni 1945 in Timișoara, Königreich Rumänien) war 1937 bis 1945 römisch-katholischer Dompropst der Timișoara Diözese, sowie Kaplan von Großsanktnikolaus und Domherr.

## Leben
Ludwig Kayser Edler von Gáad wurde als Sohn von Alexander von Kayser († 1877) und dessen Frau Laura, geb. Hollóssy geboren. Von 1871 bis 1879 besuchte er das Piaristengymnasium in Temeswar, wo er von 1879 bis 1883 auch Theologie studierte. Von 1883 bis 1885 war er Diözesenaktuar und Katechet in Temeswar. Am 2. Juli 1885 wurde von Gáad in der Domkirche zu Temeswar zum Priester geweiht.
1885 bis 1890 war er als Kaplan in Großsanktnikolaus und Makó tätig. In Kis-Zombor war er 1890 bis 1893 Pfarrer und Dechanatssekretär. 1893 bis 1904 war er Seelsorger in Türkisch-Betsche. Im Jahre 1900 war er Päpstlicher Kämmerer. Er war 1904 bis 1908 in Makó und von 1908 bis 1917 in Hodoni Pfarrer. Im Jahre 1908 wurde von Gáad zum Titularpropst de Odon ernannt. 1911 bis 1917 war er als Dechant des Zentraldechanats tätig. Außerdem war er im Jahre 1917 Prosynodialprüfer und Verwalter der Diözesenfundationskasse. Von 1917 bis 1945 war er Domherr der tschanader, mit der Gründung des Bistums Timișoara, seit 1930 der Timișoara Diözese. Im Jahre 1925 war er päpstlicher Prälat und Mitglied der Prüfungskommission für Religionslehrer an höheren Schulen. 1934 war er Vizepräsident der Prosynodialprüfer. Im Jahre 1937 war er Vorsitzender des Bistumstribunals. 1937 wurde er zum Dompropst gewählt. Dieses Amt übte er bis 1945 aus. Zwischenzeitlich war er 1941 Päpstlicher Protonotar.
Ludwig Kayser von Gáad wurde am 7. Juni durch den Bischof Augustin Pacha in der Timișoara Domkrypta beigesetzt.